# Vincent Bigot
Pour les articles homonymes, voir Bigot.
Vincent Bigot, né le 15 mai 1649 à Bourges et mort à Paris le 7 septembre 1720, est un prêtre jésuite missionnaire au Canada connu pour son action pastorale auprès des Abénaquis. Il est le frère de Jacques Bigot.

## Biographie
Né à Bourges en France, le 15 mai 1649, il fait ses études dans sa ville natale et entre chez les Jésuites à Paris en 1664. Il est ordonné vers 1679. Il fait son Troisième An de probation à Rouen (1679-1680). 
Il est missionnaire à Québec (1680-1681), à Sillery (1681-1682), à Laprairie (1682-1683) et chez les Abénaquis du Maine (1683-1689). Il est successivement supérieur à Sillery (1689-1691) ; missionnaire des Abénaquis de la rivière Chaudière (1691-1694), dans le Maine (1694-1700), où il fonde une mission à Pentagouët en 1694, et à Saint-François-du-Lac (1700-1704). 
Il devient ensuite supérieur général des Jésuites du Canada à Québec (1704-1710) et procureur de la mission canadienne à Paris (1710-1713), où il est décédé le 7 septembre 1720.